# Serfoji II
Serfoji II (marathe: सर्फोजी (Sarphojī), tamoul: சரபோஜி (Saraboji)) (24 septembre 1777 – 7 mars 1832) fut le dernier souverain de la principauté marathe de Tanjore à exercer une souveraineté absolue sur ses états. Ses descendants, cependant, réussirent à prospérer comme maharadjahs en titre de Tanjore (ou Thanjavur) jusqu'à aujourd'hui. 
Serfoji appartenait au clan marathe des Bhonsle et descendait du demi-frère de Shivaji, Venkoji. Il régna à Tanjore de 1798 jusqu'à sa mort en 1832.